# 5334 Mishima
5334 Mishima este un asteroid din centura principală de asteroizi.

## Descriere
5334 Mishima este un asteroid din centura principală de asteroizi. A fost descoperit pe 8 februarie 1991 la Susono de Makio Akiyama și Toshimasa Furuta. El prezintă o orbită caracterizată de o semiaxă mare de 2,27 ua, o excentricitate de 0,13 și o înclinație de 7,4° în raport cu ecliptica.